# Montserrat Llovera Lloveras
Montserrat Llovera Lloveras (Barcelona, 29 d'abril de 1950) és llicenciada en Ciències Biològiques per l'UB el curs 1972/1973 i professora d'ensenyament secundari jubilada. Viu en parella amb cèsar Gil Gracia amb qui té dos fills, Marina i Biel.
L'any 1981, es trasllada a Palafrugell i s'incorpora a l'Institut Frederic Martí Carreras.
En el darrer període com a directora de l'IES Frederic Maartí Carreras va estar al davant de la ingent reforma i ampliació del centre. L'any 2008 rep el premi Palafrugellenca de l'any dins els Premis Peix Fregit, com a directora de l'IES Frederic Martí Carreras.
De la seva tasca professional, els companys en destaquen la generositat en la transmissió dels seus coneixements i experiència didàctica a altres mestres, l'entusiasme per la geologia i la preocupació per la cura del medi ambient, que transmetia amb vehemència als seus alumnes. Va ser pionera en aplicar les noves tecnologies a l'aula.
La seva inquietud per les qüestions socials i ecològiques, i una gran afició a escriure l'han portat a estar vinculada al món de les lletres, paral·lelament a la seva feina més científica com a docent. Va ser de les primeres docents que va participar en la formació de professors en llengua catalana, amb classes de reciclatge fora de l'horari escolar. Va participar en diverses iniciatives cíviques d'anàlisi i millora del seu entorn més proper com ara la redacció del Pla de Futur del col·lectiu Palafrugell XXI.
Montserrat Llovera ha col·laborat activament en revistes i publicacions locals com ara La Torre Ferrera de Mont-ras, la Revista de Palafrugell -de la qual fou directora del 1994 al 1995- i en diversos projectes coordinats per l'Arxiu Municipal de Palafrugell, entre els quals destaca la catalogació de les fotografies del fons del pintor Rodolfo Candelaria. Va coordinar conjuntament amb Jordi Turró la publicació 50 anys de la Revista de Palafrugell.